# Bupivakain
Bupivakain eller (RS)-1-Butyl-N-(2,6-xylyl)-2-piperidinkarboxamid  är en kemisk förening med anestetisk verkan och marknadsförs under varumärket Marcaine.

## Historik
Bupivakain upptäcktes 1957. Det finns på Världshälsoorganisationens lista över essentiella läkemedel. Bupivakain finns som ett generiskt läkemedel.En implanterbar form av bupivakain (Xaracoll) godkändes för medicinskt bruk i USA i augusti 2020.
Den 17 september 2020 antog kommittén för humanläkemedel (CHMP) vid Europeiska läkemedelsmyndigheten (EMA) ett positivt yttrande där man rekommenderade att ett godkännande för försäljning av läkemedlet Exparel, avsett för behandling av postoperativ smärta, skulle meddelas. Sökande för detta läkemedel är Pacira Ireland Limited. Exparel liposomal godkändes för medicinskt bruk i Europeiska unionen i november 2020.

## Egenskaper
Liksom lidokain är bupivakain ett amino-amidbedövningsmedel. Det aromatiska huvudet och kolvätekedjan är förbundna med en amidbindning snarare än en ester som i tidigare lokalbedövningsmedel. Som ett resultat är amino-amidbedövningsmedlen mer stabila och mindre benägna att orsaka allergiska reaktioner. Till skillnad från lidokain finns den terminala aminodelen av bupivakain (liksom mepivacain, ropivakain och levobupivakain) i en piperidinring. Dessa medel är kända som pipekolylxylidiner.

## Medicinsk användning
Bupivakain är avsett för lokal infiltration, perifer nervblockad, sympatisk nervblockering och epidurala och kaudala block. Det används ibland i kombination med adrenalin för att förhindra systemisk absorption och förlänga verkningstiden. Den 0,75-procentiga (mest koncentrerade) formen används i retrobulbarblock. Det är det vanligaste lokalbedövningsmedlet vid epiduralanestesi under förlossningen, liksom vid postoperativ smärtlindring. Liposomala former av bupivakain (varumärke EXPAREL) har visat sig vara mer effektiva för att ge smärtlindring än vanliga lösningar av bupivakain.
Kombinationen med fast dos av bupivakain och kollagen av typ I (varumärke Xaracoll) injiceras för akut posturgisk analgesi (smärtlindring) i upp till 24 timmar hos vuxna efter operation av öppen ljumskbråck.
Bupivakain (Posimir) injiceras hos vuxna för införande i det subakromiala utrymmet under direkt artroskopisk visualisering för att producera postkirurgisk analgesi i upp till 72 timmar efter artroskopisk subakromial dekompression.

## Biverkningar
Jämfört med andra lokalbedövningsmedel är bupivakain markant kardiotoxiskt. Biverkningar är dock sällsynta när det intas korrekt. De flesta reaktioner orsakas av accelererad absorption från injektionsstället, oavsiktlig intravaskulär injektion eller långsam metabolisk nedbrytning. Allergiska reaktioner kan dock sällan uppstå.
Kliniskt signifikanta biverkningar är resultatet av systemisk absorption av bupivakain och involverar främst centrala nervsystemet och kardiovaskulära system. Effekter på centrala nervsystemet uppträder vanligtvis vid lägre blodplasmakoncentrationer. Ursprungligen hämmas kortikala hämmande vägar selektivt, vilket orsakar symtom på neuronal excitation. Vid högre plasmakoncentrationer hämmas både hämmande och excitatoriska vägar, vilket orsakar depression i centrala nervsystemet och potentiellt koma. Högre plasmakoncentrationer leder också till kardiovaskulära effekter, även om kardiovaskulär kollaps också kan uppstå med låga koncentrationer. Negativa effekter på centrala nervsystemet kan tyda på överhängande kardiotoxicitet och bör övervakas noggrant.
- Centrala nervsystemet: omständliga domningar, stickningar i ansiktet, svindel, tinnitus, rastlöshet, ångest, yrsel, anfall, koma
- Kardiovaskulär: hypotoni, arytmi, bradykardi, hjärtblock, hjärtstillestånd [10][18]

## Farmakologi
Bupivakain binder till den intracellulära delen av spänningsstyrda natriumkanaler och blockerar natriuminflödet till nervceller, vilket förhindrar depolarisering. Utan depolarisering kan ingen initiering eller ledning av en smärtsignal ske.
Hastigheten för systemisk absorption av bupivakain och andra lokalbedövningsmedel är beroende av dosen och koncentrationen av administrerat läkemedel, administreringsvägen, administreringsställets vaskularitet och närvaron eller frånvaron av adrenalin i preparatet.